# Eleccions legislatives malteses de 1976
Les Eleccions legislatives malteses de 1976 es van celebrar el 18 de setembre de 1976. Va guanyar el Partit Laborista i el seu cap Dom Mintoff fou nomenat primer ministre.

## Resultats
Resum dels resultats electorals de 18 de setembre de 1976 a la Cambra de Diputats de Malta
|                                                                                         | Partit Nacionalista Partit Nazzjonalista | 99.551  | 48,46 | 31  | - |
|                                                                                         | Partit Laborista Partit Laburista        | 105.854 | 51,53 | 34  | - |
|                                                                                         | Total (participació 94,4%)               | 205.224 | 100.0 | '65 |   |
| Font: «Malta Elections». Arxivat de l'original el 2005-12-31. [Consulta: 15 juny 2009]. |                                          |         |       |     |   |